# بيتر مراز (لاعب كرة قدم)
بيتر مراز هو لاعب كرة قدم سلوفاكي في مركز الوسط، ولد في 26 أغسطس 1975 في براتيسلافا في سلوفاكيا. لعب مع أدميرا فاكر مودلينغ وإنتر براتيسلافا وتيرول إنسبروك وفيكتوريا بلزن.

## وصلات خارجية
- بيتر مراز (لاعب كرة قدم) على موقع عالم كرة القدم.نت (الإنجليزية)